# Ornitología Neotropical
Ornitología Neotropical est une publication de la Sociedad de Ornitología Neotropical.  La revue publie des articles sur l'ornithologie des régions néotropicales.